# Dombasle-devant-Darney
Dombasle-devant-Darney é uma comuna francesa na região administrativa do Grande Leste, no departamento de Vosges. Estende-se por uma área de 8.73 km². Em 2010 a comuna tinha 82 habitantes (densidade: 9,4 hab./km²).